# 彼得罗巴甫洛夫卡农村居民点 (利斯基区)
彼得罗巴甫洛夫卡农村居民点（俄语：Петропавловское сельское поселение）是俄罗斯联邦沃罗涅日州利斯基区所属的一个农村居民点。其下辖有6个居民点，行政中心为彼得罗巴甫洛夫卡。据2016年统计，该农村居民点的人口为1261人。